# Пищевое отравление

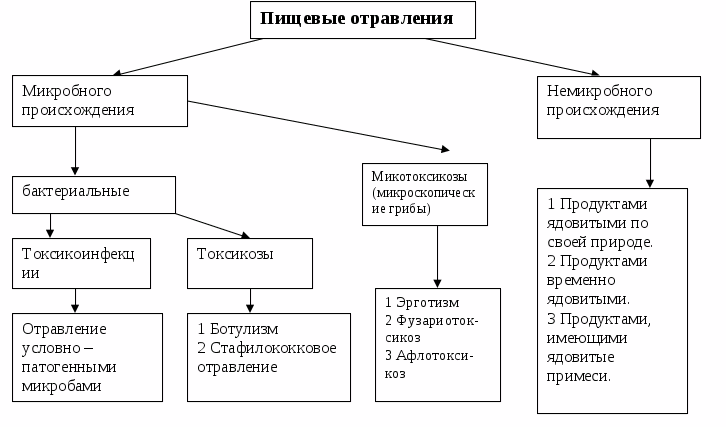
Схема пищевых отравлений

Пищевое отравление, пищевая интоксикация, пищевая токсикоинфекция (ПТИ) — острое заболевание, возникающее в результате употребления пищи, обсеменённой болезнетворными микроорганизмами и (или) заражённой их токсинами, либо токсичными веществами немикробной природы (в общем случае — контаминантами). Заражение патогенными микроорганизмами (пищевая инфекция) наблюдается чаще, чем отравление естественными или химическими токсинами (пищевая интоксикация).
В России пищевым отравлением нередко ошибочно называют также острую кишечную инфекцию (ОКИ), при которой раздражение слизистых и отравление организма вызывают вещества, продуцируемые размножающимися в организме патогенами, тогда как при пищевой токсикоинфекции (истинном пищевом отравлении) токсины в организм попадают с пищей в готовом виде.

## Общее описание
Для клинической картины пищевых отравлений характерны внезапное начало и короткое течение заболевания. Их клинические проявления часто носят характер расстройств желудочно-кишечного тракта, отравление сопровождается болями в животе, рвотой, нарушением стула и общим недомоганием, но в некоторых  случаях эти симптомы отсутствуют, например, при ботулизме и отравлении соединениями свинца.
В случаях длительного потребления пищевых продуктов, содержащих вредные вещества, пищевое отравление может выглядеть как хроническое заболевание.
| Классификация пищевых отравлений                                                                    | Классификация пищевых отравлений                          | Классификация пищевых отравлений                      | Классификация пищевых отравлений |
| Группа отравлений                                                                                   | Подгруппа отравлений                                      | Подгруппа отравлений                                  | Причинный фактор заболевания |
| --------------------------------------------------------------------------------------------------- | --------------------------------------------------------- | ----------------------------------------------------- | --- |
| Микробные                                                                                           | Токсикоинфекции                                           | Токсикоинфекции                                       | Энтеропатогенные кишечные палочки, бактерии рода протеус, энтерококки, Clostridium perfringens, Bacillus cereus, вибрион парагемолитический, другие условно патогенные микроорганизмы |
| Микробные                                                                                           | Токсикозы                                                 | Бактериотоксикозы                                     | Энтеротоксигенные стафилококки, ботулиновая палочка |
| Микробные                                                                                           | Токсикозы                                                 | Микотоксикозы                                         | Микроскопические грибы: аспергиллы, пенициллы, фузарии, спорынья и др. |
| Немикробные                                                                                         | Отравления продуктами ядовитыми по природе                | Растительного происхождения                           | Ядовитые грибы, ядовитые дикорастущие, культурные, сорные растения |
| Немикробные                                                                                         | Отравления продуктами ядовитыми по природе                | Животного происхождения                               | Икра и молоки маринки, усача, иглобрюх, некоторые моллюски и др. виды рыбы |
| Немикробные                                                                                         | Отравления продуктами ядовитыми при определённых условиях | Растительного происхождения                           | Горькие ядра косточковых плодов, сырая фасоль, проросший картофель |
| Немикробные                                                                                         | Отравления продуктами ядовитыми при определённых условиях | Животного происхождения                               | Печень, икра и молоки налима, щуки и др., мидии, мёд, собранный с ядовитых растений                                                                                                   |
| Отравления примесями химических веществ                                                             | Отравления примесями химических веществ                   | Отравления примесями химических веществ               | Пестициды, нитраты, нитриты, нитрозамины, соли тяжёлых металлов, циклические углеводороды и др.                                                                                       |
| Алиментарная пароксизмально — токсическая миоглобинурия (гаффская, юксовская, сартландская болезнь) | Озёрная рыба некоторых районов мира в отдельные годы.     | Озёрная рыба некоторых районов мира в отдельные годы. | Озёрная рыба некоторых районов мира в отдельные годы. |